# دیتر گران
دیتر گران (انگلیسی: Dieter Grahn؛ زادهٔ ۲۰ مارس ۱۹۴۴) قایقران روئینگ اهل آلمان شرقی بود.
وی در مسابقات کشوری و بین‌المللی در مجموع برندهٔ ۶ مدال طلا، ۱ مدال نقره شده‌است.